# Páramowinterkoning
De Páramowinterkoning (Cistothorus meridae) is een zangvogel uit de familie Troglodytidae (winterkoningen).

## Verspreiding en leefgebied
Deze soort is endemisch in de Andes van noordwestelijk Venezuela.